# Bateaux de Ferriby

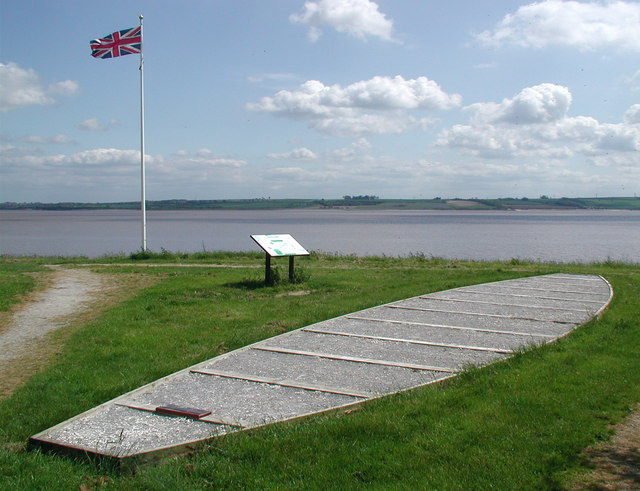
Mémorial en l'honneur d'E.V. Wright (1918-2001), à l'endroit de la découverte des bateaux de Ferriby

Les bateaux de Ferriby sont les vestiges archéologiques de cinq bateaux de l'Âge du bronze et de l'Âge du fer, datés à partir d'environ 1900 av. J.-C., dont trois font partie des plus anciennes barques européennes construites en planches. Des artéfacts métalliques ainsi que de l'ambre montrent que ces navires devaient traverser la mer du Nord pour le commerce. Ils furent découverts en 1937 sur la rive nord de l'Humber, à proximité de North Ferriby, dans le Yorkshire de l'Est, en Angleterre.

## Historique

### Découverte
Des planches furent remarquées dans l'estran de l'Humber en 1937 par Edward et Ted Wright. Des fouilles eurent lieu à partir de 1938, effectuées par Philip Corder, mettant au jour entre 1939 et 1940 les vestiges du premier bateau, Ferriby-1. En novembre 1940 fut mise au jour la planche-quille du deuxième bateau, Ferriby-2, par les frères Wright, jusqu'à ce que la guerre oblige à l'arrêt des fouilles.

### Après-guerre
À la fin de la guerre, en 1946, les fouilles sont reprises et les restes des barques (Ferriby-1 et Ferriby-2) sont alors découpés pour être transportés au musée national de la Marine, à Greenwich, où elles sont datées de l'Âge du bronze.
En 1963, Ted Wright découvre les restes d'un troisième bateau, Ferriby-3, qui sont retirés et déposés au musée de Kingston upon Hull.
En 1984 et 1989, sont découverts quelques rares restes de deux autres bateaux, Ferriby-4 et Ferriby-5.

## Datation
Les premières datations au carbone 14 en 1958 donnèrent un âge d'environ 750 av. J.-C. ± 150 ans. La technique de datation datant de 1951, de nouvelles mesures furent effectuées dans les années 1980, qui repoussèrent l'ancienneté des trois premiers bateaux aux environs de 1300 av. J.-C., les bateaux 4 et 5 ne datant eux que de 400 av. J.-C.
Une nouvelle datation fut effectuée en mars 2001. Les bateaux 1 à 3, datés de 1900 à 1800 av. J.-C., furent alors proclamés comme étant les plus anciennes barques assemblées d'Europe.

## Éléments découverts
Seulement des restes partiels ont été découverts, le bateau le plus complet étant Ferriby-1. Voici le détail des vestiges par bateau :

### Ferribyno1(1880 -1680av. J.-C.)
Découvert en 1937, ce bateau, bien qu'étant le plus complet des trois, reste toutefois très incomplet. En effet, il ne reste guère plus que quelques planches de chêne, dont une planche-quille incomplète, et trois morceaux de virures, elles aussi incomplètes, deux à tribord et une à bâbord. La planche-quille est en fait composée de deux planches fixées entre elles à l'aide d'un écart à mi-longueur de coque.
Ce bateau, ou du moins ce qu'il en reste, mesure 13,32 m de long pour une largeur au maître-bau de 1,67 m. Il fait environ 30 cm d'épaisseur (30 cm au niveau de la proue, 32 cm pour la virure de galbord).

### Ferribyno2(1940 -1720av. J.-C.)
Découvert en 1940. De cette barque il ne reste plus que la planche-quille en chêne, incomplète comme celle de Ferriby-1. Elle est constituée de deux planches jointes grâce à un écart. Cette pseudo-quille mesure 11,40 m de long, 0,7 m de largeur, pour une épaisseur de 10 cm.

### Ferribyno3(2030 -1780av. J.-C.)
Découvert en 1963. Il ne reste plus que deux virures incomplètes en chêne. Celle du bas mesure 7,7 m de long, pour 5,67 m pour l'autre.

### Ferribynos4-5(environ400av. J.-C.)
Découverts en 1984 et 1989. Seuls de très petits morceaux ont été découverts. De plus, étant plus récents, ces bateaux ont été moins étudiés.

## Technique de construction
Bien que très postérieurs, ces bateaux ne différent guère dans la technique de construction des autres bateaux cousus connus en Europe, par exemple celui de Hjortspring,,.
À cause des faibles vestiges découverts, la technique de construction n'est pas certaine mais seulement probable. Les indices laissent à penser que Ferriby-1 et Ferriby-2 ont été construits suivant la même technique. Quant à Ferriby-3, l'absence de la planche-quille ne permet pas de certitude, même si cela semble assez probable.

### Points communs
Les virures de galbord sont fixées sur la quille à l'aide de liens souples en if passant par des trous sur les planches. Les virures sont fixées entre elles de la même façon.
Le profil du bateau est plutôt à fond plat, bien que la planche-quille présente une courbure longitudinale afin d'améliorer la maniabilité. Il est également fort probable que le maintien latéral de la coque était réalisé à l'aide de fines membrures et barrots de pont (utilisés également comme banc de nage), couple et traverses passant à travers des taquets se trouvant sur l'intérieur des planches. Il semble que l'usure de la base de certains taquets indique qu'à l'origine les virures basses étaient soutenues plus fortement par les traverses.
L'étanchéité de la coque était assurée à l'aide de mousse entre les planches recouvertes de fines lattes de chêne à l'intérieur de la coque. La propulsion devait s'effectuer à l'aide de pagaies.

### Particularités

#### Ferriby-1
- Des fentes dans la structure des taquets semblent indiquer la présence de planches courbes dans les virures, bien qu'il n'y ait aucune preuve de la manière dont elles pouvaient être fixées.
- Il y a sur la face extérieure de la planche-quille, à une extrémité, un taquet troué qui pouvait servir au passage d'une corde afin de fixer la structure à l'extrémité avant[7].

#### Ferriby-3
- Il n'y a pas de trace de taquets, mais la coque est très incomplète[9].
- L'espacement des trous pour les liens n’est pas identique à celui de Ferriby-2[8], ce qui tend à prouver qu'il s'agit bien d'un autre bateau.
- C'est ce bateau qui est le plus ancien bateau en planches connu en Europe[4].